# Halichaetonotus aculifer
Halichaetonotus aculifer is een buikharige uit de familie Chaetonotidae. Het dier komt uit het geslacht Halichaetonotus. Halichaetonotus aculifer werd in 1953 voor het eerst wetenschappelijk beschreven door Gerlach. 